# Stara Wieś (Basses-Carpates)
Pour les articles homonymes, voir Stara Wieś.
Stara Wieś est une localité polonaise de la gmina et du powiat de Brzozów en voïvodie des Basses-Carpates.

## Personnalités liées à la localité
- Józef Bielawski (1910-1997), arabisant polonais, y est né